# Registro del lecho marino
El método de Registro del Lecho Marino, más conocido como Sea Bed Logging (SBL), es un método de prospección offshore que permite detectar la presencia de cuerpos resistivos en el subsuelo marino en zonas de aguas profundas. Como las estructuras del subsuelo saturadas de hidrocarburos son más resistivas que los sedimentos saturados de agua que las rodean, el método permite detectarlas. Debe tenerse en cuenta que existen otros materiales resistivos no portadores de hidrocarburos como son la sal y los carbonatos.

## Fuente
La fuente o HED (Horizontal Electric Dipole) consiste en un dipolo eléctrico que es arrastrado aproximadamente a 50 metros sobre el fondo marino. La señal de emisión suele ser un pulso cuadrado de muy baja frecuencia (0.25 Hz a 1 Hz).

## Receptores
Los receptores permiten medir las distintas componentes de los campos eléctricos y magnéticos en el fondo marino. Mediante estas mediciones es posible detectar la distorsión de las líneas de fuerza asociada a la presencia de cuerpos resistivos en el subsuelo marino.
- Datos: Q3376936